# Cyprus International 2006
Die Cyprus International 2006 im Badminton fanden vom 12. Oktober bis zum 15. Oktober 2006 in Nikosia statt.

## Sieger und Platzierte
| Disziplin    | Gold                               | Silber                          | Bronze                                   |
| ------------ | ---------------------------------- | ------------------------------- | ---------------------------------------- |
| Herreneinzel | Peter Mikkelsen                    | Yuhan Tan                       | Petr Koukal                              |
| Herreneinzel | Peter Mikkelsen                    | Yuhan Tan                       | Morten Kronborg                          |
| Dameneinzel  | Anne Marie Pedersen                | Weny Rahmawati                  | Trine Niemeier                           |
| Dameneinzel  | Anne Marie Pedersen                | Weny Rahmawati                  | Katarzyna Krasowska                      |
| Herrendoppel | Mikkel Delbo Larsen Jacob Chemnitz | Mihail Popov Svetoslav Stoyanov | Christopher Bruun Jensen Morten Kronborg |
| Herrendoppel | Mikkel Delbo Larsen Jacob Chemnitz | Mihail Popov Svetoslav Stoyanov | Victor Pivchenkov Gordey Kosenko         |
| Damendoppel  | Weny Rahmawati Elodie Eymard       | Chloe Magee Bing Huang          | Julie Houmann Trine Niemeier             |
| Damendoppel  | Weny Rahmawati Elodie Eymard       | Chloe Magee Bing Huang          | Sophia Hansson Emelie Lennartsson        |
| Mixed        | Svetoslav Stoyanov Elodie Eymard   | Scott Evans Chloe Magee         | Jacob Chemnitz Julie Houmann             |
| Mixed        | Svetoslav Stoyanov Elodie Eymard   | Scott Evans Chloe Magee         | Donal O’Halloran Bing Huang              |